# Un sorriso, uno schiaffo, un bacio in bocca
Un sorriso, uno schiaffo, un bacio in bocca è un film del 1976 diretto da Mario Morra.
Pellicola antologica che presenta spezzoni di film italiani prodotti dalla Titanus dal 1947 al 1962, commentati ironicamente dalla voce di Oreste Lionello e presentati da un giovane Renato Pozzetto, all'epoca star emergente.

## Trama
Il film mostra le scene dei film più famosi prodotti dalla Titanus negli ultimi anni, commentati da Oreste Lionello e presentati da Renato Pozzetto.

## Produzione
L'idea è del press agent Enrico Lucherini.
Fra i personaggi di cui vengono mostrati spezzoni, per lo più di registro comico, musicale o sentimentale, sfilano tutti i grandi nomi del cinema italiano degli anni cinquanta e sessanta, da Totò a Renato Rascel e da Sophia Loren e Gina Lollobrigida a Virna Lisi, Claudia Cardinale, Ciccio Ingrassia e Franco Franchi.
In materiale d'archivio appaiono anche in alcune sequenze le Peters Sisters, trio vocale in voga anche in Italia negli anni cinquanta e sessanta. La colonna sonora è del maestro Lelio Luttazzi.

## Accoglienza
Alla sua uscita il film, inaspettatamente, fu un grande successo al botteghino.